# Babinskis tåfenomen
Babinskis tåfenomen, en undersökningsmetod som demonstrerades 1896 av den franske läkaren Joseph Babinski. Fenomenet hade egentligen upptäckts tre år tidigare av Ernst Julius Remak men det var först Babinski som insåg den praktiska betydelsen.
Metoden går ut på att undersökaren med ett spetsigt föremål, ofta den spetsiga delen av en reflexhammare, stryker utefter ytterkanten på fotsulan på den liggande patienten från hälen och framåt. Normalt böjs tårna svagt nedåt eller rör sig inte alls. Vid vissa nervsjukdomar, främst skador på den så kallade pyramidbanan, uppkommer en isolerad uppåtböjning (extension) av stortån, medan de andra tårna sprider sig solfjäderformigt. Pyramidbanan kan vara påverkad vid ett flertal sjukdomar i centrala nervsystemet, exempelvis slaganfall och Huntingtons sjukdom. Babinskis tåfenomen kan ibland vara mycket livligt och ge en rörelse i stora delar av benet respektive utlösas av endast en lätt beröring på fot eller underben. Fenomenet är normalt hos spädbarn under första levnadsåret på grund av deras outvecklade nervsystem. Babinskis tåfenomen kallas även Babinskis fenomen eller Babinskis tecken och ingår rutinmässigt i neurologiska undersökningar.
Babinskis tecken tyder på en skada i det övre motorneuronet och är aldrig utlösbart hos friska vuxna. Skadan kan sitta var som helst från motorkortex till ryggmärg. Babinskis tecken kan finnas omedelbart efter en skada men förekommer även vid kroniska tillstånd.
Fenomenet är vanlig hos spädbarn som saknar ett fullt utvecklat nervsystem.